# Terezópolis de Goiás
| Terezópolis de Goiás                      | Terezópolis de Goiás                        |
| ----------------------------------------- | ------------------------------------------- |
|                                           |                                             |
| Wappen                                    | Flagge                                      |
| Wappen von Terezópolis de Goiás unbekannt | Flagge von Terezópolis de Goiás unbekannt   |
| Karte                                     |                                             |
|                                           |                                             |
| Basisdaten                                |                                             |
| Staat:                                    | Brasilien (BRA)                             |
| Verwaltungsgliederung:                    | Mittelwesten                                |
| Bundesstaat:                              | Goiás (GO)                                  |
| Mesoregion:                               | Zentral-Goiás                               |
| Mikroregion:                              | Goiânia                                     |
| Metropolregion:                           | Metropolregion Goiânia                      |
| Geografische Lage:                        | 16° 29′ S, 49° 6′ W                         |
| Distanz zu Goiânia:                       | 28 km                                       |
| Angrenzende Gemeinden:                    | Anápolis, Goianápolis, Nerópolis            |
| Zeitzone:                                 | UTC-3 Sommer: UTC-2                         |
| Höhe:                                     | 828 m ü. NN                                 |
| Fläche:                                   | 106,976 km²                                 |
| Einwohner:                                | 6.562                                       |
| Bevölkerungsdichte:                       | 61,3 Einwohner / km²                        |
| Telefonvorwahl:                           | +5562                                       |
| Postleitzahl (CEP):                       | 75175-000                                   |
| Adresse der Stadtverwaltung:              | Rua Alonso Félix, S/N, Centro               |
| Offizielle Website:                       | terezopolisdegoias.net                      |
| Jahrestag:                                |                                             |
| Gemeindegründung:                         | 1993                                        |
| Politik                                   |                                             |
| Bürgermeister:                            | Uilton Pereira dos Santos (PSDB), 2009–2012 |
| Vize-Bürgermeister:                       | Josué Caldeira Nunes                        |

Terezópolis ist eine brasilianische politische Gemeinde im Bundesstaat Goiás in der Mesoregion Zentral-Goiás und in der Mikroregion Goiânia. Sie liegt südwestlich der brasilianischen Hauptstadt Brasília und nordöstlich von Goiânia, der Hauptstadt des Bundesstaates. Die Gemeinde gehört zur Metropolregion Goiânia.

## Geographische Lage
Die Gemeinde grenzt
- im Norden an die Gemeinde Anápolis
- im Osten und Süden an Goianápolis
- im Westen an Nerópolis